# Secolul al IX-lea î.Hr.

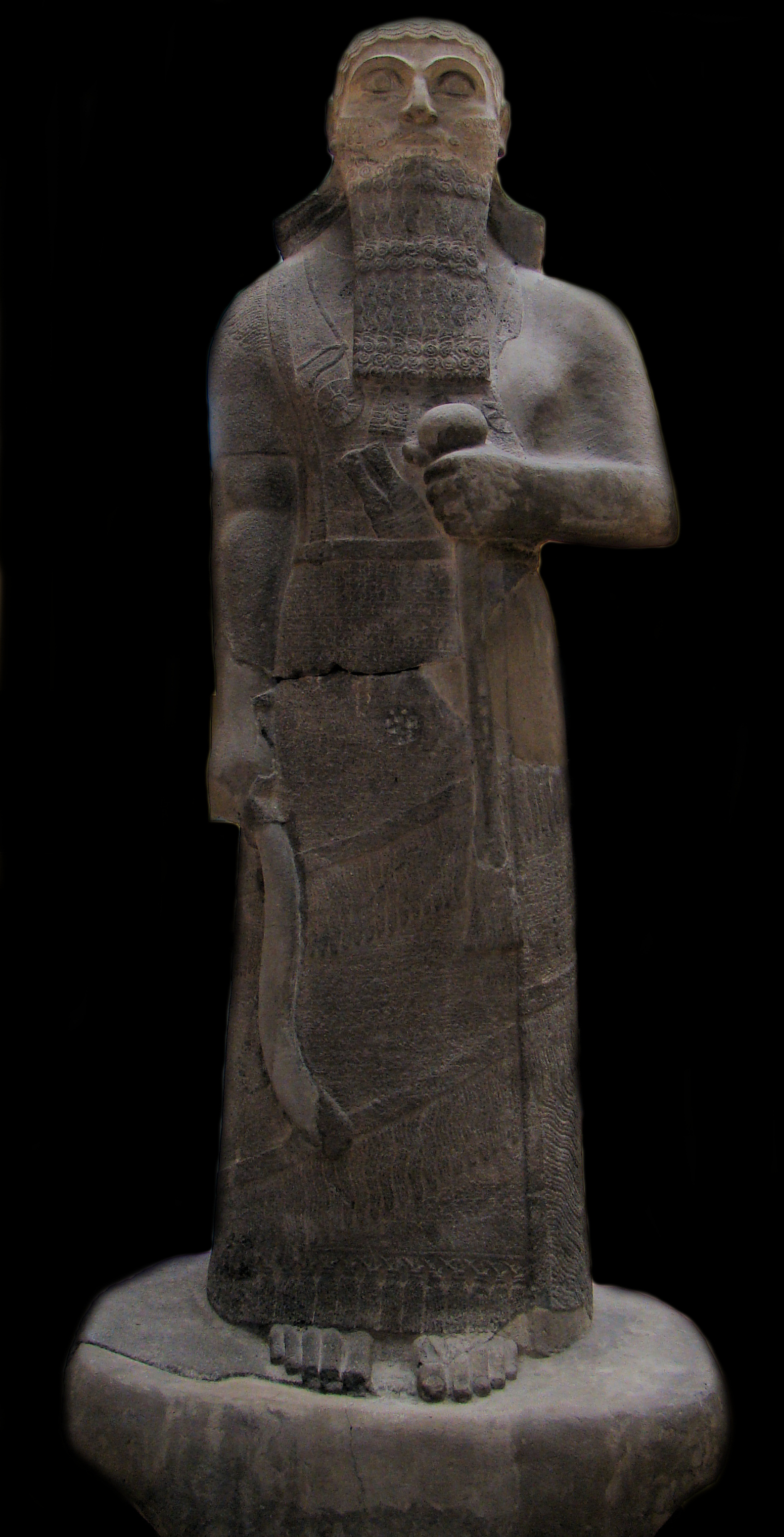
Salmanasar al III-lea — personalitatea secolului.

(Secolul al X-lea î.Hr. - Secolul al IX-lea î.Hr. - Secolul al VIII-lea î.Hr. - Secolul al VII-lea î.Hr. - alte secole)
Secolul al IX-lea î.Hr. a fost o perioadă de mari schimbări în civilizații. În Africa, Cartagina este fondată de fenicieni. În Egipt, un potop devastator acoperă podeaua  Templului de la Luxor, și ani mai târziu, începe un război civil. Acesta este începutul Epocii Fierului în Europa Centrală, se desfășoară răspândirea  culturii Hallstatt proto-celtice și a limbii proto-celtice.

## Evenimente
- 895 î.Hr.: Moartea regelui Xiao Zhou, rege al dinastiei Zhou din China.
- 894 î.Hr.: Regele Zhou Yi devine rege al dinastiei Zhou din China.
- 892 î.Hr.: Megacles, regele de la Atena, moare după o domnie de 30 de ani și este succedat de fiul său Diognet.
- 891 î.Hr.: Tukulti Ninurta-al II-lea îi succede tatălui său Adad-nirari al II-lea ca rege al Asiriei.
- 889 î.Hr.: Takelot îi succede tatălui său Osorkon I ca rege al Egiptului.
- 884 î.Hr.: Ashurnasirpal II îi succede tatălui său Tukulti-Ninurta II, ca rege al Asiriei.
- 879 î.Hr.: Moartea regelui Yi de Zhou, rege al dinastiei Zhou din China.
- 878 î.Hr.: Regele Zhou Li devine rege al dinastiei Zhou din China.
- 874 î.Hr.: Osorkon II îi succede lui Takelot I ca rege al Egiptului.
- 874 î.Hr.: Ahab devine rege al Regatului lui Israel
- 872 î.Hr.: Potop în Egipt - Nilul inundă Templul din Luxor.
- 865 î.Hr.: Kar Kalmaneser a fost cucerit de asirieni conduși de regele Salmanasar III.
- 864 î.Hr.: Diognet, regele de la Atena, moare după o domnie de 28 de ani și este succedat de fiul său Pherecles.
- 860 î.Hr.: Regatul Urartu se unifică.
- 858 î.Hr.: Aramu devine rege al Urartu.
- 858 î.Hr.: Salmanasar III îi succede lui Ashurnasirpal al II-lea ca rege al Asiriei.
- 854 î.Hr.-853 î.Hr.: Bătălia de la Karkar - un angajament indecis între regele asirian Salmanasar III și o alianță militară a regelui din Damasc și a puterilor mai mici, inclusiv prințul Tirului
- 850 î.Hr.: Takelot II îi succede lui Osorkon al II-lea ca rege al Egiptului.
- 850 î.Hr.: Perioada mijlocie Mumun a ceramicii începe în peninsula coreeană.
- 845 î.Hr.: Pherecles, regele de la Atena, moare după o domnie de 19 ani și este succedat de fiul său Ariphron.
- 842 î.Hr.: Salmanasar III devastează teritoriul Damascului, Regatul lui Israel și  orașe feniciene și le obligă să plătească tribut.
- 841 î.Hr.: Moartea regelui a Zhou Li, rege al dinastiei Zhou din China.
- 841 î.Hr.: Înregistrări ale istoricului Grand ceea ce privește acest an ca primul an de înregistrări din istoria Chinei.
- 836 î.Hr.: Salmanasar III al Asiriei conduce o expediție împotriva Tabarenilor.
- 836 î.Hr.: Războiul civil izbucnește în Egipt.
- 827 î.Hr.: Regele Xuan Zhou devine rege al dinastiei Zhou din China.
- 825 î.Hr.: Takelot al II-lea, rege al Egiptului, moare. Prințul Osorkon III și Shoshenq III, fiii lui Takelot, luptă pentru tron.
- C. 825 î.Hr.: Ariphron, regele de la Atena, moare după o domnie de 20 de ani și este succedat de fiul său Thespieus.
- 823 î.Hr.: Moartea lui Salmanasar III, regele Asiriei. El este urmat de fiul său Shamshi-Adad V.
- 820 î.Hr.: Pygmalion urcă pe tronul Tirului.
- 817 î.Hr.: Pedubastis se declară el însuși rege al Egiptului, fondatorul dinastiei XXIII.
- 814 î.Hr.: Cartagina este fondată de Dido sau 813 BC: Cartagina este fondată de fenicieni.
- 811 î.Hr.: Adad-nirari III îi succede tatălui său Shamshi-Adad V, ca rege al Asiriei.
- 804 î.Hr.: Adad-nirari III al Asiriei cucerește Damascul.
- 804 î.Hr.: Moartea lui Pedubastis I, faraonul.
- C. 800 î.Hr.: Civilizația etruscă.
- Începând cu Epoca Fierului în Europa Centrală se răspândește cultura proto-celtică  Hallstatt, și limba proto-celtică.
- Cultura Adena apare în nord-estul Statelor Unite.

## Oameni importanți
- Salmanasar III, regele Asiriei
- Homer, poetul Greciei

## Invenții, descoperiri
- 900: primele colonii grecești din Asia Mică
- 860: prima Epocă a Fierului în Etruria:
- 800
  - cadranul solar
  - domesticirea cămilei

## Decenii
| Anii 890 î.Hr. | Anii 880 î.Hr. | Anii 870 î.Hr. | Anii 860 î.Hr. | Anii 850 î.Hr. | Anii 840 î.Hr. | Anii 830 î.Hr. | Anii 820 î.Hr. | Anii 810 î.Hr. | Anii 800 î.Hr. |